# کارل-هاینتس بوزرت
کارل-هاینتس بوزرت (انگلیسی: Karl-Heinz Bußert؛ زادهٔ ۸ ژانویه ۱۹۵۵) قایقران روئینگ اهل آلمان شرقی بود.
وی در مسابقات کشوری و بین‌المللی در مجموع برندهٔ ۷ مدال طلا شده‌است.